# Mariene ecoregio Adriatische Zee
De Mariene ecoregio Adriatische Zee (30) (Engels: Adriatic Sea marine ecoregion) is een biogeografische regio en ligt in het noorden van de Middellandse Zee in de Mariene provincie Middellandse Zee (4) in het Marien rijk Gematigde Noordelijke Atlantische Oceaan. De mariene ecoregio is vastgesteld door het World Wide Fund for Nature en The Nature Conservancy en is vernoemd naar de Adriatische Zee.
In het zuiden grenst het gebied aan de mariene ecoregio Ionische Zee (34).

## Geografie
De mariene ecoregio ligt in het noorden van de Middellandse Zee voor de oostkust van Italië, voor de kusten van Slovenië, Kroatië, Bosnië en Herzegovina, Montenegro en de westkust van Albanië. Het gebied strekt zich uit van het noorden tot het zuiden van de Adriatische Zee tot aan de Straat van Otranto.
Het gebied kenmerkt zich door slechts lokale zeestromingen in deze zee.

## Biogeografie
Het gebied kent zeeleven dat houdt van gematigde temperaturen.